# Hoyvíkshólmur
Hoyvíkshólmur är ett skär i Färöarna. Det ligger i sýslan Streymoyar sýsla, i den östra delen av landet, 2 km nordost om huvudstaden Tórshavn.